# Wilburgstetten
Wilburgstetten este o comună aflată în districtul Ansbach, landul Bavaria, Germania.